# Mitchell Schet
Mitchell Stuart Schet (* 20. ledna 1988, Amsterdam) je nizozemský fotbalový záložník či útočník a bývalý mládežnický reprezentant se surinamskými kořeny, od ledna 2019 bez angažmá. Mimo Nizozemsko působil na klubové úrovni na Slovensku. Může hrát na obou krajích zálohy, případně ve středu útoku.

## Klubová kariéra
Svoji fotbalovou kariéru začal v klubu CTO '70 Duivendrecht, odkud se přes mládežnické výběry týmů FC Abcoude a FC Utrecht dostal do Feyenoordu, jehož je odchovanec.

### Feyenoord
Před sezonou 2008/09 se propracoval do prvního mužstva. Svoji ligovou premiéru ve Feyenoordu si odbyl ve druhém kole hraném 13. září 2008 proti FC Volendamu (výhra 5:0), nastoupil na posledních 14 minut. Celkem odehrál čtyři ligová střetnutí.

### SBV Excelsior (hostování)
V létě 2009 odešel kvůli většímu hernímu vytížení na hostování do druholigového SBV Excelsioru, který je de facto farmou Feyenoordu. V dresu Excelsioru si připsal premiéru 7. 8. 2009 v 1. ligovém kole proti SC Telstaru (remíza 2:2), odehrál celý zápas. Své první branky vsítil v následujícím kole, kdy se dvakrát prosadil proti klubu FC Den Bosch a pomohl k výhře 3:2. Potřetí se střelecky prosadil 28. srpna 2009 proti FC Eindhovenu (remíza 4:4), když v 63. minutě snižoval na průběžných 3:4. Následně se trefil ve 14. kole hraném 31. října 2009 proti Fortuně Sittard, v 17. minutě vstřelil jediný gól zápasu. V únoru 2010 se vrátil do Feyenoordu, během svého působení nastoupil v lize k 19 zápasům.

### RKC Waalwijk

#### Sezóna 2010/11
Před ročníkem 2010/11 zamířil z Feyenoordu do RKC Waalwijku, kam přestoupil. Premiérový ligový start za Waalwijk si připsal 13. 8. 2010 proti FC Eindhovenu, nastoupil na 84 minut a podílel se na bezbrankově remíze. Poprvé se střelecky prosadil ve 13. kole proti Helmondu Sport, když v 90. minutě dal rozhodující branku na 2:1. Na jaře 2011 pomohl týmu k postupu do nejvyšší soutěže. Celkem v sezoně 2010/11 odehrál devět ligových střetnutí.

#### Sezóna 2011/12
Svůj první a zároveň jediný gól v ročníku vsítil 11. dubna 2012 ve 29. kole proti PSV Eindhovenu (výhra 2:1), když v 57. minutě zvyšoval na 2:0. V jarní části sezony 2011/12 došel s Waalwijkem až do čtvrtfinále nizozemského poháru. Během roku si připsal 21 startů v lize.

### FC Groningen
V červenci 2012 opět změnil angažmá a stal se novou posilou FC Groningenu. Ligový debut si odbyl v 1. kole hraném 12. 8. 2012 proti mužstvu FC Twente (prohra 1:4), odehrál 72 minut. Svoji jedinou branku během celého působení dal 26. srpna 2012 v 89. minutě v souboji s PSV Eindhovenem, ale v konečném skóre pouze mírnil prohru 1:3. Celkem nastoupil k 22 střetnutím.

### ADO Den Haag
Před ročníkem 2013/14 se upsal klubu ADO Den Haag. Při své ligové premiéře odehrál 3. srpna 2012 v úvodním kole druhý poločas proti PSV Eindhovenu, kterému Haag podlehl v poměru 2:3. Střelecky se poprvé prosadil až na jaře 2014, když v 53. minutě dal jediný gól utkání proti týmu Roda JC Kerkrade. Svoji druhou branku vstřelil proti FC Utrechtu, v 69. minutě zvyšoval na 3:0. Utkání nakonec skončilo výhrou v poměru 4:1. Jednalo se o jeho jediné ligové góly ve 35 utkáních.

### AS Trenčín
Začátkem září 2015 odešel na Slovensko. Podepsal jako volný hráč dvouletou smlouvu s úřadujícím mistrem Fortuna ligy 2014/15, mužstvem AS Trenčín. Setkal se zde s krajany Ginem van Kesselem a Ryanem Koolwijkem.
Ve svém prvním ligovém zápase za Trenčín 13. 9. 2015 proti Spartaku Trnava vstřelil gól a přispěl k výhře 5:3. Podruhé za Trenčín se v lize střelecky prosadil proti Spartaku Myjava v 15. kole hraném 30. 10. 2015, když ve 13. minutě otevřel skóre zápasu a pomohl k vítězství 4:1. Střelecký účet otevřel i v zápase proti klubu MFK Ružomberok, Trenčín vyhrál na půdě soupeře 3:0. Svoji čtvrtou branku dal 8. března 2016 v osmé minutě proti týmu MŠK Žilina a Trenčín porazil svého soka v poměru 3:2. Následně se prosadil téměř po měsíci, když ve 25. kole sedm minut před koncem zvyšoval na konečných 2:0 proti ViOnu Zlaté Moravce. Pošesté se trefil proti Slovanu Bratislava (výhra 4:0). V sezóně 2015/16 s mužstvem Trenčína získal double – prvenství ve slovenském poháru i v lize. V květnu 2016 po oslavách titulu způsobil při řízení automobilu značky Mercedes-Benz v podnapilém stavu vážnou dopravní nehodu v obci Trenčianska Turná a v Trenčíně kvůli tomu skončil. Za celek odehrál 18 zápasů v lize.

### ŠK Slovan Bratislava
V červnu 2016 se se Schetem dohodl na tříletém kontraktu ligový konkurent Trenčína, klub ŠK Slovan Bratislava.

#### Sezóna 2016/17
Se Slovanem se představil v 1. předkole Evropské ligy UEFA 2016/17 proti albánskému týmu KF Partizani. Úvodní zápas skončil bezbrankovou remízou, ale odveta v Senici se neuskutečnila. Partizani bylo přesunuto do druhého předkola Ligy mistrů UEFA 2016/17 na místo tehdejšího albánského mistra KF Skënderbeu Korçë vyloučeného kvůli podezření z ovlivňování zápasu a Slovan postoupil automaticky do dalšího předkola. Ve druhém předkole Slovan remizoval 0:0 a prohrál 0:3 s celkem FK Jelgava z Lotyšska a vypadl.
V dresu Slovanu si připsal ligovou premiéru 17. 7. 2016 v prvním kole proti mužstvu FK Senica (výhra 1:0), nastoupil na celé utkání. Svůj první gól v lize za Slovan vsítil 24. července 2016 proti ViOnu Zlaté Moravce – Vráble (výhra 3:2), když ve 36. minutě dal úvodní branku střetnutí. Ve 4. kole se dvakrát střelecky prosadil v souboji s klubem FC DAC 1904 Dunajská Streda, trefil se v 10. a 78. minutě. Slovan porazil svého soupeře 3:2. Počtvrté v ročníku skóroval ve 25. kole hraném 1. dubna 2017 v souboji s týmem FO ŽP ŠPORT Podbrezová (výhra 3:2), když v 77. minutě zvyšoval po přesné přihrávce Seydouby Soumaha do odkryté části branky na 3:1. V sezoně 2016/17 se podílel na zisku domácího poháru, přestože ve finále hraném 1. května 2017 proti tehdy druholigovému týmu MFK Skalica kvůli zranění nenastoupil. Jeho spoluhráči porazili soupeře v poměru 3:0. Celkem v ročníku odehrál 21 ligových střetnutí.

#### Sezóna 2017/18
23. června 2017 odehrál za mužstvo 67 minut (na trávníku ho následně nahradil Filip Oršula) v utkání Česko-slovenského Superpoháru hraného v Uherském Hradišti proti českému celku FC Fastav Zlín, kterému Slovan Bratislava podlehl v penaltovém rozstřelu. Se Slovanem postoupil přes arménské mužstvo FC Pjunik Jerevan (výhry 4:1 a 5:0) do druhého předkola Evropské ligy UEFA 2017/18, kde bratislavský klub vypadl po prohrách 0:1 a 1:2 s týmem Lyngby BK z Dánska. Poprvé v sezoně se střelecky prosadil v úvodním kole v souboji s Tatranem Prešov (výhra 5:1), když v 66. minutě zvyšoval na půdě soupeře na 4:1. Během roku nastoupil k šesti zápasům v lize. V lednu 2019 se se Slovanem dohodl na předčasném konci smlouvy.

## Klubové statistiky
Aktuální k 11. lednu 2019
| Sezona    | Klub                  | Soutěž         | Zápasy | Góly |
| --------- | --------------------- | -------------- | ------ | ---- |
| 2008/2009 | Feyenoord             | Eredivisie     | 2      | 0    |
| 2009/2010 | SBV Excelsior (host.) | Eerste Divisie | 19     | 4    |
| 2009/2010 | Feyenoord             | Eredivisie     | 2      | 0    |
| 2010/2011 | RKC Waalwijk          | Eerste Divisie | 9      | 1    |
| 2011/2012 | RKC Waalwijk          | Eredivisie     | 21     | 1    |
| 2012/2013 | FC Groningen          | Eredivisie     | 22     | 1    |
| 2013/2014 | ADO Den Haag          | Eredivisie     | 23     | 2    |
| 2014/2015 | ADO Den Haag          | Eredivisie     | 12     | 0    |
| 2015/2016 | AS Trenčín            | Fortuna liga   | 18     | 6    |
| 2016/2017 | ŠK Slovan Bratislava  | Fortuna liga   | 21     | 4    |
| 2017/2018 | ŠK Slovan Bratislava  | Fortuna liga   | 6      | 1    |
| 2018/2019 | ŠK Slovan Bratislava  | Fortuna liga   | 0      | 0    |

## Reprezentační kariéra
Zúčastnil se Mistrovství světa hráčů do 17 let 2005 v Peru, kde mladí Nizozemci získali bronzové medaile. Nastupoval i za nizozemskou reprezentaci do 21 let.